# Londonsko oko
Londonsko oko ali Millennium Wheel je konzolno panoramsko kolo na južnem bregu reke Temze v Londonu. Je najvišje konzolno razgledno kolo v Evropi in najbolj priljubljena plačljiva turistična atrakcija v Združenem kraljestvu z več kot tremi milijoni obiskovalcev letno. Veliko se je pojavljal v popularni kulturi.
Struktura je visoka 135 metrov, kolo pa ima premer 120 metrov. Ko so ga leta 2000 odprli za javnost, je bilo to najvišje panoramsko kolo na svetu. Njegovo višino so presegli 140 metrov moskovsko Sonce leta 2022, 160 metrov zvezda Nanchang leta 2006, 165 metrov Singapore Flyer leta 2008, 167 metrov High Roller (Las Vegas) leta 2014 in 250 metrov Ain Dubai leta 2021. Oko, ki ga podpira A-okvir samo na eni strani, za razliko od teh višjih primerkov, njegovi operaterji opisujejo kot »najvišje na svetu konzolno panoramsko kolo«. Oko je ponujalo najvišjo javno razgledno točko v Londonu, dokler je v začetku leta 2013 ni nadomestila 245 metrov visoka razgledna ploščad v 72. nadstropju The Shard.
Londonsko oko meji na zahodni del parka Jubilee Gardens (prej mesto nekdanje Kupole odkritij) na južnem bregu reke Temze med Westminstrskim in Hungerfordskim mostom poleg okrožja County Hall v londonskem okrožju Lambeth. Najbližja podzemna postaja je Waterloo.

## Zgodovina

### Projektiranje in gradnja
Londonsko oko je oblikovala ekipa mož in žena Julie Barfield in Davida Marksa iz Marks Barfield Architects.
Mace (gradbeno podjetje) je bilo odgovorno za vodenje gradnje, pri čemer je bil Hollandia glavni izvajalec jeklarstva, Tilbury Douglas pa gradbeni izvajalec. Svetovalni inženirji Tony Gee & Partners so zasnovali temelje, medtem ko je Beckett Rankine zasnoval pomorska dela.
Nathaniel Lichfield in partnerji so pomagali skupini Tussauds pri pridobivanju načrtovanja in soglasja za gradnjo na seznamu za spremembo zidu na južnem bregu Temze. Prav tako so preučili in poročali o posledicah sporazuma iz oddelka 106, priloženega prvotni pogodbi, ter pripravili načrtovanje in navedli vloge za soglasje za gradnjo za trajno ohranitev atrakcije, kar je vključevalo usklajevanje okoljske izjave in izdelavo podporne izjave o načrtovanju, ki podrobno opisuje razloge za njegovo hrambo.
Rob očesa je podprt z napetimi jeklenimi kabli in spominja na ogromno kolesarsko kolo z naperami. Osvetlitev je bila ponovno narejena z LED osvetlitvijo Color Kinetics decembra 2006, da bi omogočila digitalno upravljanje luči v nasprotju z ročno zamenjavo gelov preko fluorescentnih cevi.
Kolo je bilo zgrajeno v odsekih, ki so bili na barkah splavljeni po Temzi in sestavljeni na ploščatih ploščadih v reki. Ko je bilo kolo končano, so ga dvignili v pokončni položaj s sistemom dvigalke, ki ga je izdelal Enerpac. Najprej so ga dvignili za 2 stopinji na uro, dokler ni doseglo 65 stopinj, nato pa ga pustili v tem položaju en teden, medtem ko so se inženirji pripravljali na drugo fazo dviga. Projekt je bil evropski z glavnimi komponentami, ki so prihajale iz šestih držav: jeklo je bilo dobavljeno iz Združenega kraljestva in izdelano na Nizozemskem v nizozemskem podjetju Hollandia, kabli so prišli iz Italije, ležaji so prišli iz Nemčije (FAG/Schaeffler Group), vreteno in pesto so ulili na Češkem, kapsule je izdelala Poma v Franciji (in steklo zanje je prišlo iz Italije), električne komponente pa iz Združenega kraljestva.

### Otvoritev
Londonsko oko je uradno odprl premier Tony Blair 31. decembra 1999, vendar se je za javnost odprlo šele 9. marca 2000 zaradi težave s sklopko kapsule.
Londonsko oko je bilo prvotno mišljeno kot začasna atrakcija s petletnim najemom. Decembra 2001 so operaterji Svetu Lambeth vložili vlogo za podelitev trajnega statusa London Eye, vloga pa je bila odobrena julija 2002.
5. junija 2008 je bilo objavljeno, da se je z Londonskim očesom od odprtja peljalo 30 milijonov ljudi.

## Potniške kapsule
32 zaprtih in klimatiziranih jajčastih potniških kapsul, ki jih je zasnovalo in dobavilo podjetje Poma, je pritrjenih na zunanji obod kolesa in jih vrtijo električni motorji. Kapsule so oštevilčene od 1 do 33, razen številke 13 iz vraževernih razlogov. Vsaka od 10-tonskih kapsul predstavlja eno od londonskih okrožij in sprejme do 25 ljudi, ki se lahko prosto sprehajajo po notranjosti kapsule, čeprav je sedež pod pogojem. Kolo se vrti s 26 cm na sekundo (približno 0,9 km/h ali 0,6 mph), tako da en obrat traja približno 30 minut, kar daje teoretično zmogljivost 1600 potnikov na uro. Po navadi se ne ustavi, da bi sprejel potnike; stopnja vrtenja je dovolj počasna, da omogoča potnikom, da hodijo na premikajoče se kapsule in iz njih na ravni tal. Ustavi se, da se invalidnim ali starejšim potnikom omogoči varno vkrcanje in izkrcanje.
Leta 2009 se je začela prva faza 12,5 milijona funtov vredne nadgradnje kapsul. Vsako kapsulo so sneli in odpeljali po reki do dokov Tilbury v Essexu.
2. junija 2013 so potniško kapsulo poimenovali kronanska kapsula, da bi obeležili 60. obletnico kronanja kraljice Elizabete II.
Marca 2020 je Londonsko oko praznovalo svoj 20. rojstni dan tako, da je več svojih sklopov spremenilo v doživetja, tematsko obarvana po Londonu. Izkušnje so vključevale pub v kapsuli, West end gledališče pod in vrtno zabavo s cvetličnimi aranžmaji, ki so predstavljali osem londonskih kraljevih parkov.
- Podprt z A-okvirjem samo na eni strani, Oko njegovi operaterji opisujejo kot konzolno panoramsko kolo
- Vreteno, pesto in napeti kabli, ki podpirajo platišče